# Limenitis lapitha
Limenitis lapitha är en fjärilsart som beskrevs av Hall 1929. Limenitis lapitha ingår i släktet Limenitis och familjen praktfjärilar. Inga underarter finns listade i Catalogue of Life.